# Strage di San Benedetto del Tronto
La strage di San Benedetto del Tronto fu perpetrata dai nazisti durante la seconda guerra mondiale.

## Cronaca
Il 28 novembre 1943, a bordo di motocarrozzette, giunsero a San Benedetto del Tronto cinque soldati tedeschi, che si recarono immediatamente a piazza Roma, presso un deposito di proprietà della SADAC che conteneva generi alimentari destinati alla popolazione civile. I cinque cominciarono a caricare sui loro mezzi i beni in deposito.
Il maresciallo maggiore Luciano Nardone, comandante della locale stazione dei Carabinieri Reali, avvertito di quanto stava accadendo, si recò da solo al deposito ed affrontò i tedeschi ordinando loro di riconsegnare i viveri. I tedeschi, infastiditi dall'insistenza del maresciallo, lo colpirono. Ne nacque una violenta colluttazione durante la quale il maresciallo fu colpito alle spalle da una raffica di fucile mitragliatore esplosa da uno dei soldati tedeschi. Nel frattempo era giunto davanti al deposito anche il carabiniere Isaia Ceci che fu falciato da una seconda raffica che lo colpì all'addome. Compiuta la loro razzia, i tedeschi si allontanarono in direzione nord, verso Grottammare.
I due carabinieri feriti furono portati immediatamente in ospedale dove il maresciallo Nardone spirò lo stesso giorno ed il carabiniere Ceci solo dopo due giorni di atroci sofferenze.

## Memoria
Alla memoria del maresciallo Nardone e del carabiniere Ceci è stata conferita la medaglia d'argento al valor militare con le seguenti motivazioni:

## Riconoscimenti
In seguito la centralissima piazza Roma, teatro di questi delitti, ha assunto il nome di piazza Nardone, in memoria del maresciallo Luciano Nardone e della strage che lì si consumò nel novembre del 1943.
Al carabiniere Isaia Ceci è stata dedicata una via e la caserma dei Carabinieri della stazione di Alba Adriatica, in provincia di Teramo ed una via a San Benedetto del Tronto.